# Canal 6 (Honduras)
CBC Canal 6, es un canal de televisión en Honduras manejado por la Compañía Broadcasting Centroamericana S.A. de C.V. y dedicado a las noticias, y que, desde el 27 de junio de 1997 ha trasmitido sus señales desde San Pedro Sula para todo el país. Cuenta con noticieros las 24 horas, también con programas de música (Musicales del Seis) y programas deportivos como (CBC Deportes), con videos de música hondureña y del mundo.

## Historia
Fundado el 17 de abril de 1982 bajo el nombre de CBC, Canal 6 empezó a transmitirse desde su sede el Río de Piedras en la ciudad de San Pedro Sula, su señal era recibida a lo largo y ancho del Valle de Sula. Transmitían noticias en vivo, películas, dibujos animados, música, entre otras cosas. El 20 de noviembre de 1997, Canal 6 obtuvo el permiso necesario para transmitir en todo el país, y fue ahí cuando se le designó el número 6 de canal en televisión abierta.
Fue el primer canal hondureño en transmitir por medio de satélites, los cuales les permitían dar su noticiero en vivo en directo y presentar eventos en vivo. También fueron de los primeros canales hondureños en transmitir las 24 horas del día.
Hoy en día transmite también a través de su página web oficial. Sus propietarios son los hermanos Rafael Tadeo, Joaquín y Argelia Nodarse.
Durante el periodo entre 2013 y 2015, los propietarios de Canal 6 tuvieron significativos problemas con las muertes de integrantes de la familia, empezando por el asesinato de su en ese entonces presidente Roberto Nodarse Banegas, en enero de 2013, quien fue encontrado sin vida en su habitación por uno de sus hermanos, la causa de su muerte fue supuestamente un disparo. En noviembre de 2015, Andrea Nicole Nodarse Rishmawy, hija de Joaquín Nodarse, se suicidó a la edad de 14 años debido al constante bullying en redes sociales.
Tras los hechos ocurridos durante las elecciones generales de 2017, el 22 de enero de 2018 la periodista de Canal 6, Paola Cobos, fue perseguida por simpatizantes socialistas del partido de Manuel Zelaya y Salvador Nasralla, La Alianza, esto ocurrió cerca del Estadio Nacional. Sus perseguidores tenían el objetivo de golpearla a ella y a sus compañeros, pero no pudieron alcanzarlos.
Actualmente Canal 6 es duramente criticado no solo por sus acusaciones de corrupción sino también por su poca valoración por la vida humana mostrada en sus noticieros a la hora de enfocar un cadáver con la cámara sin reparo alguno.

## Programación
La programación de Canal 6 contiene desde noticias nacionales e internacionales hasta noticias deportivas y del mundo de la farándula. Como ser el programa matutino Bienvenida la Mañana, CBC Deportes (antes Deportes del Seis), Cocina en casa, entre otros. También transmite algunos partidos de fútbol y películas.